# 1832 en musique classique
| \| • Retour à la chronologie générale de la musique classique • \| |
| Grèce • Rome • Haut Moyen Âge • VIIIe siècle • IXe siècle • Xe siècle • XIe siècle XIIe siècle • XIIIe siècle • XIVe siècle • XVe siècle • XVIe siècle • XVIIe siècle XVIIIe siècle • XIXe siècle • XXe siècle • XXIe siècle |
| • Retour à la chronologie générale de la musique classique • |

| Années en musique classique : 1829 - 1830 - 1831 - 1832 - 1833 - 1834 - 1835    |
| Décennies en musique classique : 1800 - 1810 - 1820 - 1830 - 1840 - 1850 - 1860 |

Cet article présente les faits marquants de l'année 1832 en musique.

## Événements

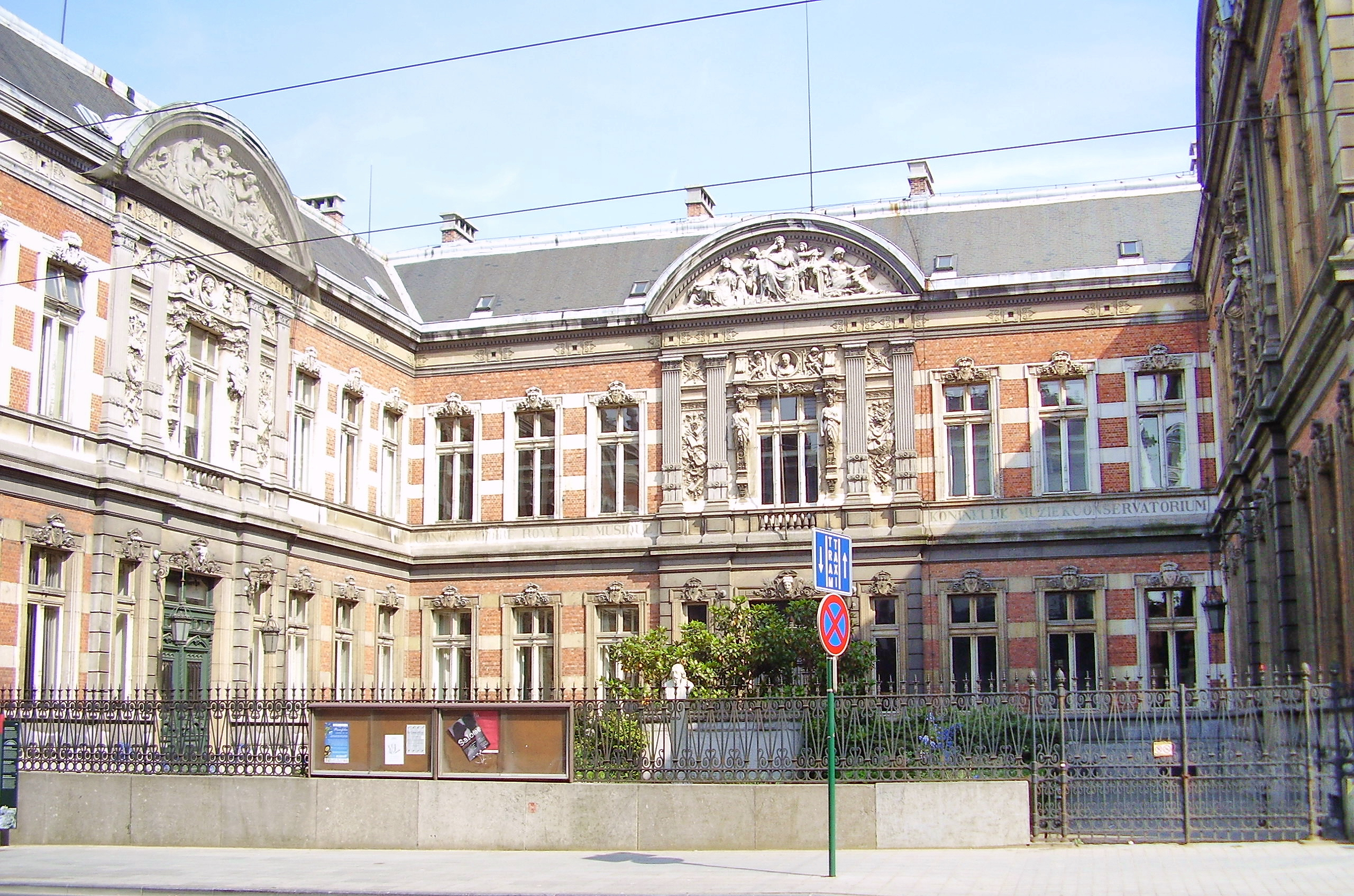
Conservatoire royal de Bruxelles

- 12 janvier : création de Fausta de Donizetti, à Naples
- 12 mars : La Sylphide, ballet, dans la version de Jean Schneitzhoeffer et la chorégraphie de Filippo Taglioni, créé à l'Opéra de Paris (voir 1836).
- 19 mars : Ivanhoe de Giovanni Pacini, à la Fenice de Venise
- 12 mai : L'elisir d'amore, opéra de Gaetano Donizetti, créé au Teatro della Canobbiana de Milan.
- 4 novembre : création de Sancia di Castiglia de Donizetti, à Naples
- 15 novembre : La Symphonie no 5 « Réformation », de Mendelssohn, créée à Berlin.
- 18 novembre : Le premier mouvement de la Symphonie en sol mineur de Schumann est joué à Zwickau.
- novembre : La Symphonie en ut majeur de Richard Wagner, jouée à Prague sous la direction de Bedřich Diviš Weber.
- 15 décembre : Le Pré aux clercs, opéra-comique de Ferdinand Hérold, créé à l'Opéra-Comique.

Date indéterminée
- Mise au point du système Boehm par le flûtiste Theobald Boehm.
- Trio pathétique de Glinka.
- Stabat Mater de Rossini.
- Fondation officielle du Conservatoire royal de Bruxelles.

## Prix de Rome
1er Prix : Ambroise Thomas, avec la cantate Hermann et Ketty.

## Naissances

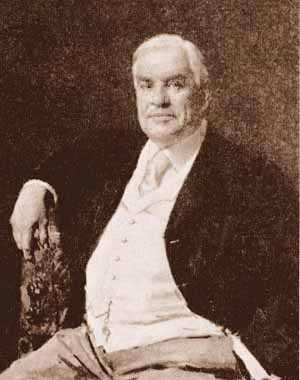
Ivan Melnikov

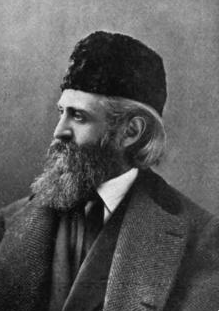
Leopold Damrosch

- 1er janvier : Aloys Kunc, organiste, compositeur et chef d'orchestre français († 30 août 1890).
- 15 février : Nicolás Ruiz Espadero, compositeur et pianiste cubain († 8 juillet 1906).
- 28 janvier : Franz Wüllner, compositeur et chef d'orchestre allemand († 7 septembre 1902).
- 4 mars : Ivan Melnikov, baryton russe († 8 juillet 1906).
- 10 mars : Heinrich Bellermann, musicologue et compositeur prussien († 10 avril 1903).
- 11 mars : Henri Victor Tournaillon, organiste et compositeur français († 20 octobre 1887).
- 20 avril : Gustave Adolphe Bernardel, luthier français († 27 janvier 1904).
- 2 juin : Charles Colin, hautboïste, organiste et compositeur français († 28 juillet 1881).
- 3 juin : Charles Lecocq, compositeur français († 24 octobre 1918).
- 16 juillet : Camille du Locle, librettiste, impresario et directeur d'opéra français († 9 octobre 1903).
- 23 juillet : Adolf Pollitzer, violoniste hongrois († 14 novembre 1900).
- 7 août : Julius Epstein, pianiste et pédagogue austro-hongrois († 3 mars 1926).
- 20 septembre : Johann Joseph Abert, compositeur allemand († 1er avril 1915).
- 22 octobre : Leopold Damrosch, compositeur et chef d'orchestre Germano-Américain († 15 février 1885).
- 25 octobre : Julián Arcas, guitariste classique et compositeur espagnol († 16 février 1882).

Date indéterminée
- Pierre-Eugène Grenier, comédien et chanteur français († 14 janvier 1875).
- Ferdinand Lemaire, librettiste († 10 août 1879).

## Décès

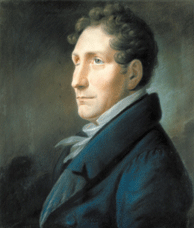
Friedrich Kuhlau

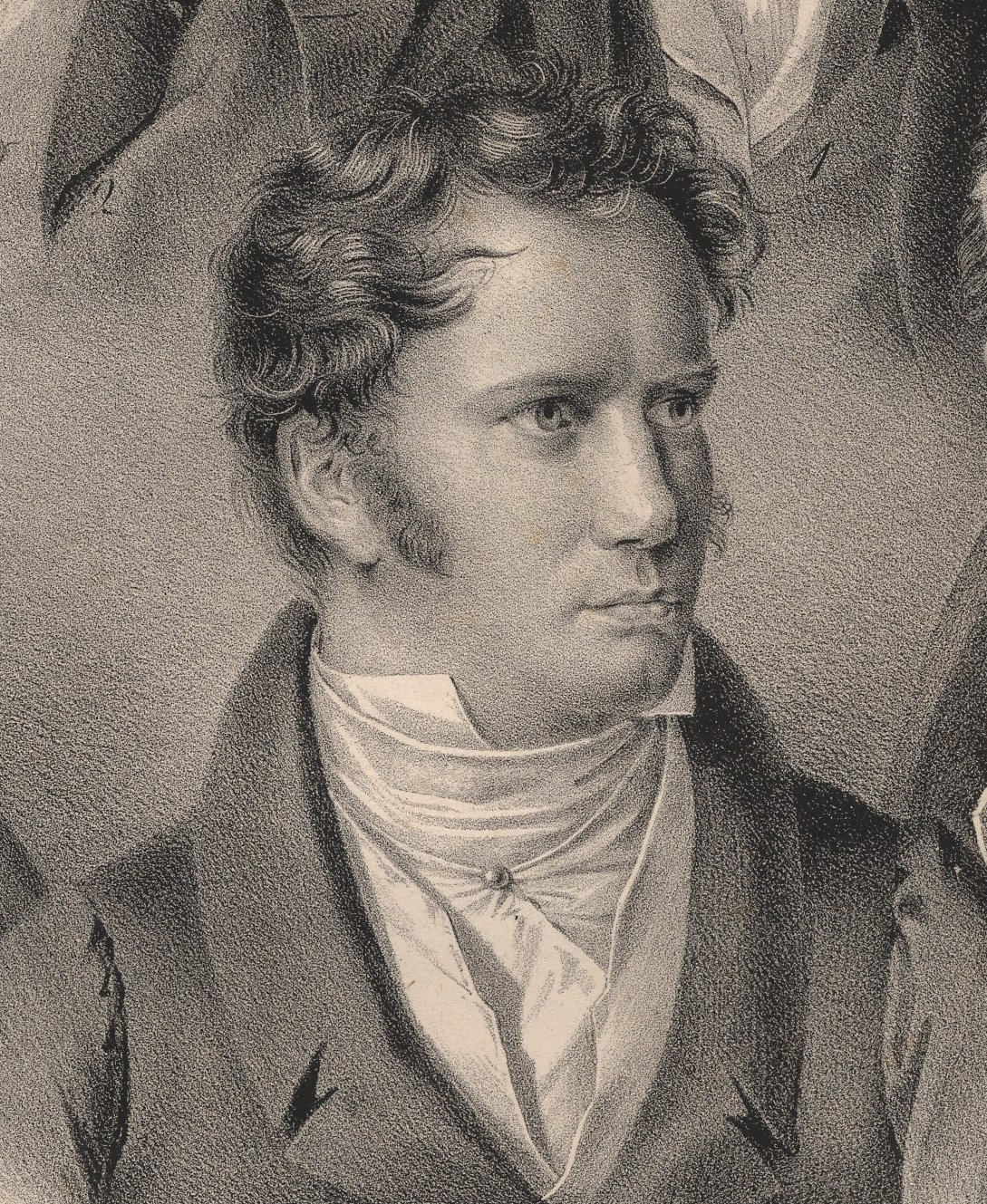
Bernhard Klein

- 29 janvier : Franz Xaver Kleinheinz, compositeur, professeur de piano et Kapellmeister autrichien (° 26 juin 1765).
- 10 février : Antonio Puccini, compositeur italien (° 30 juillet 1747).
- 10 mars : Muzio Clementi, compositeur et pianiste italien (° 24 janvier 1752).
- 12 mars : Friedrich Kuhlau, compositeur danois (° 11 septembre 1786).
- 6 mai : Marie-Pierre Chenié, contrebassiste et compositeur français (° 8 juin 1773).
- 15 mai : Carl Friedrich Zelter compositeur, chef d'orchestre, théoricien et pédagogue allemand (° 11 décembre 1758).
- 18 mai : Bonifazio Asioli, compositeur italien (° 30 août 1769).
- 26 mai : François-Louis Perne, musicographe et compositeur français (° 4 octobre  1772).
- 2 juin : Manuel Garcia, compositeur, chanteur d'opéra et chef de troupe espagnol (° 22 janvier 1775).
- 19 juillet : Henri François Berton, compositeur français (° 3 mai 1784).
- 25 juillet : Sébastien Demar, pianiste, compositeur, chef d'orchestre, professeur de musique et organiste (° 29 juin 1763).
- 31 juillet : Anton Liste, compositeur allemand (° 14 avril 1772).
- 9 août : Giuseppe Curcio, compositeur italien (° 17 juillet 1752).
- 31 août : Jean Nicolas Auguste Kreutzer, violoniste et compositeur français (° 3 septembre 1778).
- 9 septembre : Bernhard Klein, compositeur allemand (° 6 mars 1793).
- 18 octobre : Othon Vandenbroek, corniste et compositeur flamand (° 20 décembre 1758).
- 12 décembre : Andrea Nozzari,  ténor italien. (° 27 février 1776).

Date indéterminée
- Domenico Gilardoni, poète et librettiste d'opéra italien (° 1797).